# Grotte de Massabielle
« Grotte de Lourdes » redirige ici. Pour les autres significations, voir Grotte de Lourdes (homonymie).
La grotte de Massabielle ou Massabieille, plus connue sous le nom générique de grotte de Lourdes, est un lieu de pèlerinage catholique situé à Lourdes, dans le département français des Hautes-Pyrénées. C'est dans cette grotte que, en 1858, Bernadette Soubirous dit avoir aperçu 18 apparitions de la Vierge Marie et avoir découvert, sur les indications qu'elle lui aurait données, une source dont l'eau est depuis considérée comme miraculeuse par les croyants.

## Géographie
La grotte se situe dans l'espace des Sanctuaires en face du gave de Pau. Le toponyme « Massabielle » est une francisation du mot massavielha, signifiant littéralement « vieille masse » ou « vieille roche » en occitan gascon montagnard.

### Topographie
La grotte de Massabielle mesure 3,80 mètres de hauteur, 9,50 mètres de profondeur et 9,85 mètres de largeur. Elle correspond à une anfractuosité dans une paroi rocheuse de 27 mètres de haut. La paroi y est lisse et humide par endroits, et on peut y voir la résurgence karstique passer en direction du gave de Pau par un trou dans la roche. La grotte est ainsi une simple cavité calcaire avec un bloc morainique coincé dans un boyau et quelques stalagmites. En dehors de la partie visible du porche (où est installé l'autel) et de la lucarne (où est installée la statue de la Vierge), la cavité présente une extension karstique d'une dizaine de mètres, faisant d'elle une « véritable grotte karstique » et non un simple abri sous roche comme il en est régulièrement qualifié.

### Hydrologie
Une source d'eau coule près de la grotte : il s'agit d'une des 7 ou 8 résurgences karstiques (delta souterrain) des eaux provenant du synclinal de Batsurguère-Prat d'Aureilh et qui alimentent le gave de Pau. 
Cette source, qui coule près de la grotte depuis la neuvième apparition le 25 février 1858, aurait des pouvoirs miraculeux. Bernadette Soubirous a déclaré que la Dame lui aurait dit : « Venez boire à la fontaine et vous y laver ». La source est captée en 1949 et mise en valeur en 1974 (recouverte d'une plaque de verre, elle est éclairée), l'eau étant canalisée dans un réservoir sous les basiliques. Depuis, les pèlerins boivent cette eau à 10 °C. Ils pouvaient la collecter à partir de robinets mis en place à gauche de la grotte (les travaux entrepris à la suite des crues du Gave en 2012 et 2013 ont déplacé cette collecte, jugée bruyante et peu propice au recueillement, plus loin). Ils peuvent également se baigner dans les piscines (construites dès 1882) situées plus loin à droite de la source, le parvis des piscines étant surmonté par un grand auvent d'inspiration naturaliste.

## Histoire
Avant le récit de Bernadette Soubirous, l'endroit considéré comme impur s'appelle « La Tute aux cochons » car on y mène les cochons. Cependant croyances et superstitions ont souvent été rattachées aux grottes, surtout dans les régions montagneuses.
En 1858, Bernadette Soubirous raconte avoir reçu dix-huit apparitions d'une jeune fille qu'elle appelle Aquéro (« cela » en occitan) et qui, après qu'elle lui a plusieurs fois demandé son nom, finit, le 25 mars, par lui répondre, en occitan, « Que soy era Immaculada Councepciou » (Je suis l'Immaculée Conception.).

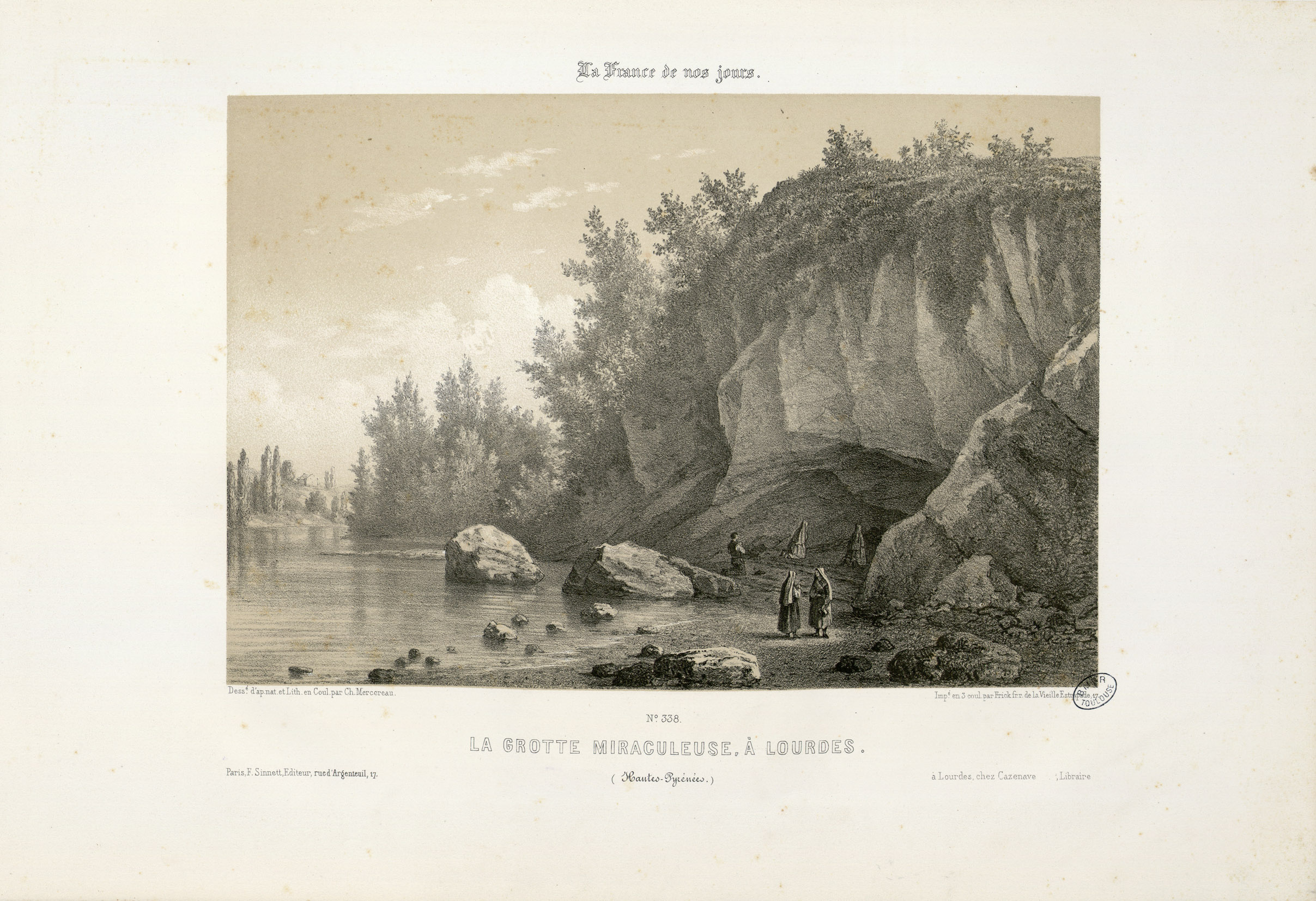
La grotte avant le recul du gave sur une longueur de 350 m., en 1877.

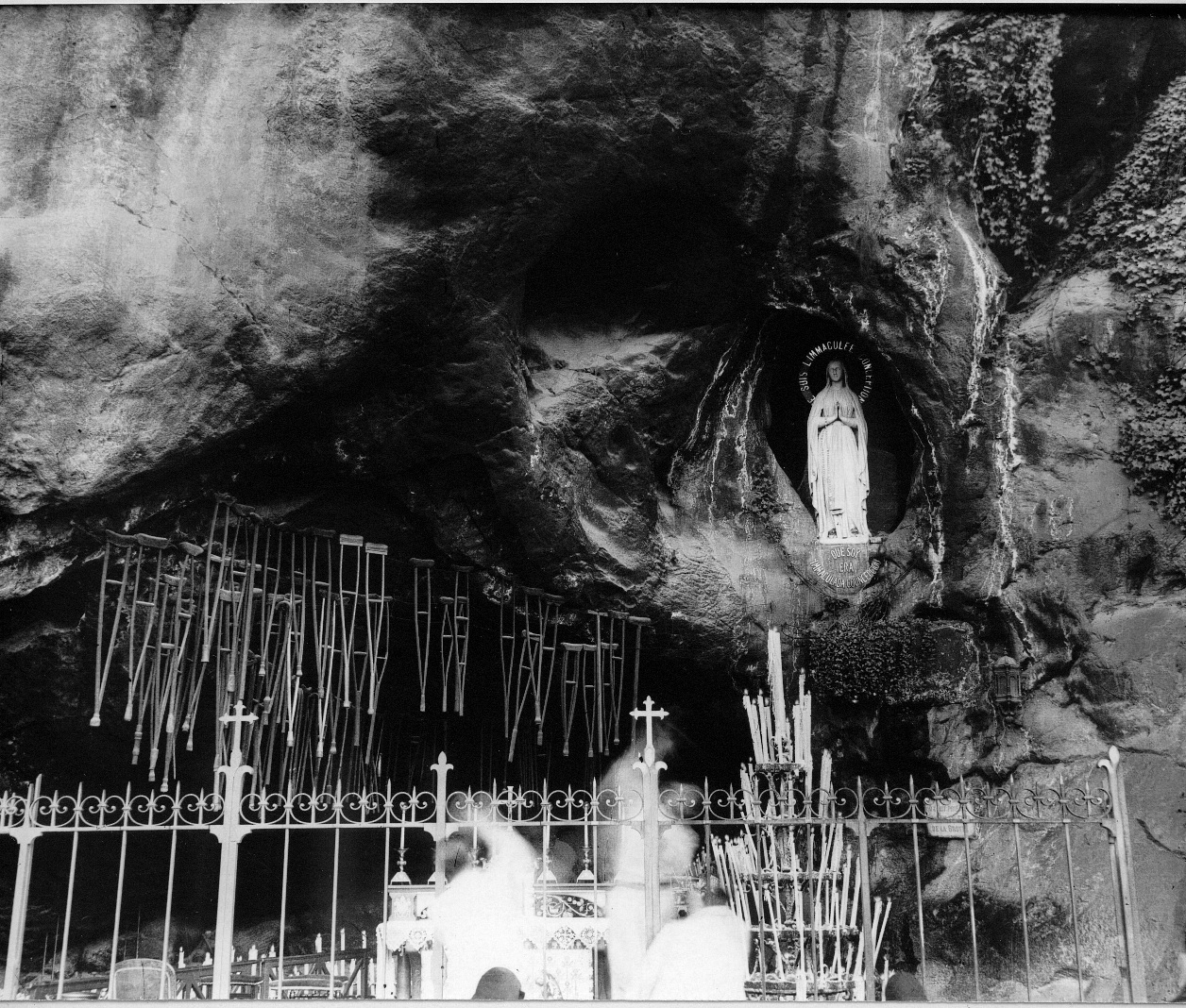
La grotte et ses ex-votos.

L'évêque de Tarbes Mgr Bertrand-Sévère Laurence achète la grotte à la commune en 1861.

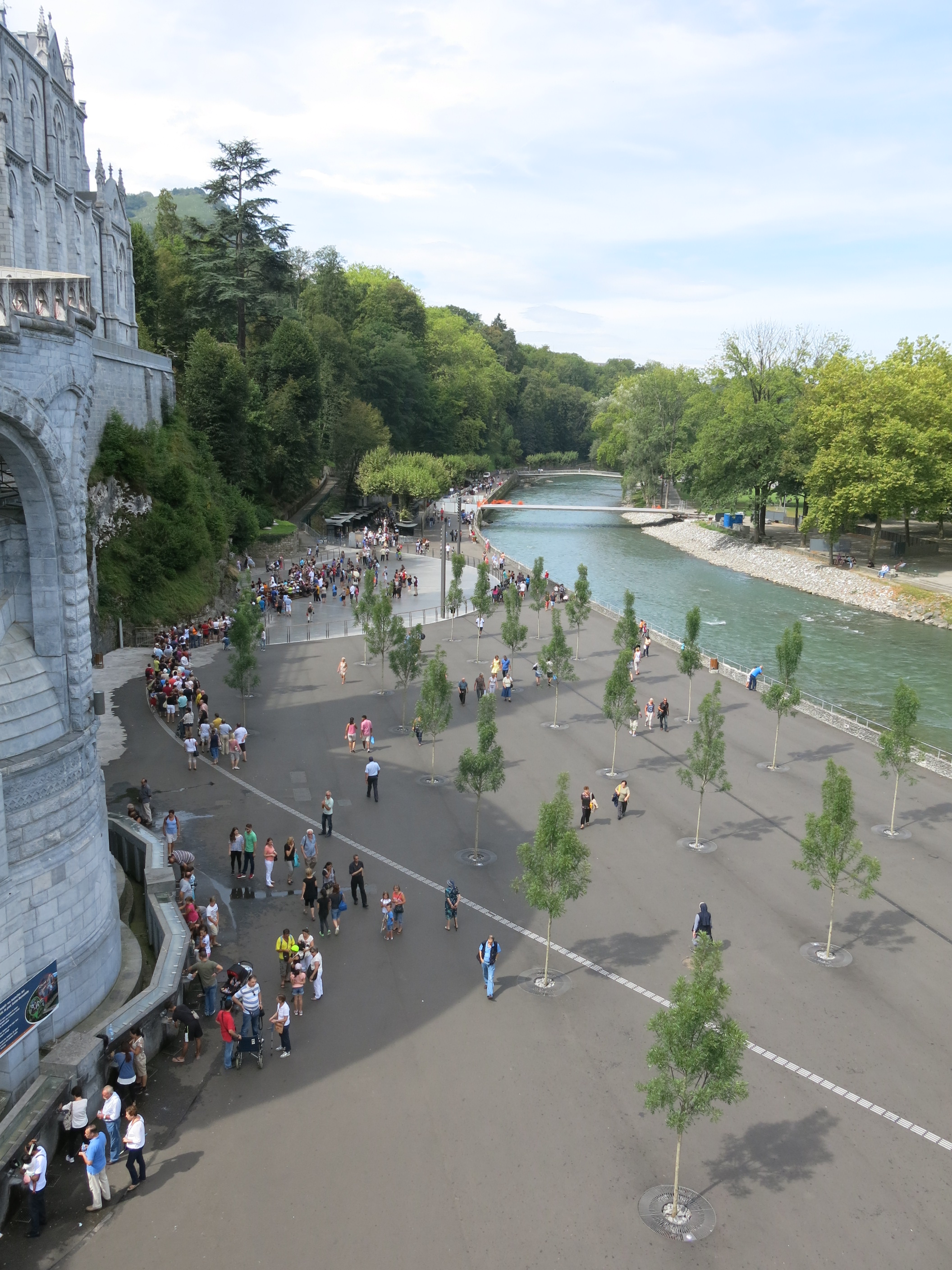
La nouvelle esplanade devant la grotte de Lourdes après les crues d'octobre 2012 et juin 2013.

Une statue de la Vierge en marbre de Carrare, sculptée par Joseph-Hugues Fabisch (son nom est bien visible sur le piédestal), est placée en haut à droite de la grotte à 2 mètres de hauteur, dans une cavité secondaire de la roche, appelée niche des apparitions. Elle est inaugurée le 4 avril 1864, lors de la première procession officiellement organisée par l'Église qui réunit quelque 20 000 personnes dont 200 prêtres. Le couronnement de la statue a lieu le 3 juillet 1876, en présence du cardinal-archevêque de Paris, de trente-trois archevêques et évêques, sous les regards de près de cent mille fidèles.
Au pied de la statue est inscrit en arc de cercle la phrase en occitan « Que soy era Immaculada Counceptiou » (Je suis l'Immaculée Conception) qu'aurait prononcée la Vierge à Bernadette, cette mention ne datant que de 1913. Vêtue d'un voile blanc, d'une robe blanche retenue par une ceinture bleue retombant en deux larges rubans, elle a une rose à la couleur d'or qui s'épanouit sur chaque pied. Un chapelet à chaîne d'or et à grains blancs tombe de ses mains jointes. La statue est restaurée en 1996. Bernadette n'a jamais été pleinement satisfaite d'aucune des représentations de la Vierge qui lui serait apparue, notamment de cette statue. 
Un premier autel est posé en 1866. Il est remplacé successivement en 1874, 1907, puis en 1958. Dans les années 1950, l'évêque de Tarbes et Lourdes Pierre-Marie Théas fait réaménager le site dans le cadre de la célébration du centenaire des apparitions. La sacristie construite en 1874 et qui cachait la grotte à une partie de l'assistance, est démolie pour être remplacée à droite par une autre, plus petite qui s'enfouit dans le rocher. Dans un même souci de dépouillement, les grilles très hautes, la chaire monumentale et les ex-voto (béquilles, corsets, cannes, appareils orthopédiques évoquant les guérisons) suspendus sur un câble d'acier sont retirés.
Au-dessus de la grotte est bâtie de 1866 à 1871 une double basilique, sur deux niveaux, la basilique de l'Immaculée-Conception de Lourdes. L'ancien lit du Gave est comblé en 1877 dans le but d'aménager une esplanade suffisante pour accueillir plusieurs milliers de pèlerins. En 1878 est percé le boulevard de la Grotte, la rue de la Grotte ne suffisant plus à canaliser les pèlerins.
La popularité des « événements » et du lieu est particulièrement utilisée par une certaine forme de militantisme,,, voire d'activisme, des milieux catholiques, qui voient, sous le Second Empire et jusqu'à la Première Guerre mondiale, une belle occasion de revanche ou de reconquête de la foi (« rechristianisation »), après les épisodes révolutionnaires et anticléricaux depuis 1789. 
Alors que de nombreuses paroisses restaurent ou rebâtissent leur église ayant subi des dégradations (parfois simplement dues à la négligence et au manque de finances) et que de nombreux calvaires de « mission » sont érigés dans tout le pays, un nombre non négligeable de communes voient l'installation d'une réplique de la Grotte de Lourdes. C'est bien là le signe d'une ferveur particulière.
La pierre de la grotte est devenue lisse à la hauteur des mains, après plus d'un siècle de pèlerinage. De même, l'excavation est devenue noire et grise, carbonisée au fil des ans par la fumée des cierges.
À la suite des crues dévastatrices d'octobre 2012 et juin 2013 ayant entraîné l'inondation de la grotte, le site est réaménagé. Le financement est assuré à hauteur de 75 % par les indemnités d'assurance et par 25 % des dons. Le chemin, un espace arboré bordé de 32 frênes, conduit jusqu'au site sacré. Le dallage du sol est un mélange de ciment à de la pierre d'Arudy. Une seconde sacristie est mise en place et un nouveau mobilier installé.
La grotte est protégée au titre des monuments historiques depuis le 21 septembre 1995.

## Pèlerinages

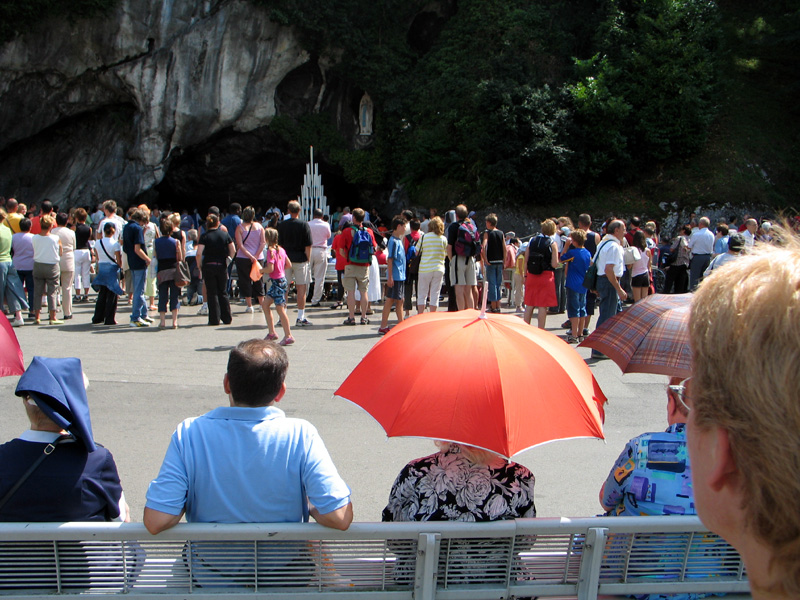
Pèlerins devant la grotte et le candélabre muni de cierges.

La grotte de Massabielle est un passage obligé pour tout visiteur se rendant aux sanctuaires de Lourdes, qu'on soit simple visiteur ou croyant. La visite de la grotte se fait en silence, la plupart des gens touchent des doigts la paroi de la grotte par respect ou pour y faire un vœu ou une prière. Des processions y sont aussi organisées pour les pèlerins infirmes.
Il est de tradition de venir à la grotte avec un cierge bénit puis de l'allumer devant celle-ci en mémoire de ce geste effectué par Bernadette lors des premières apparitions de la Vierge. Les pèlerinages peuvent être suivis en direct sur youtube.com.